# Naila Kabeer
Naila Kabeer, född 20 januari 1950, är en indisk-född brittisk-bangladeshisk professor inom Gender and Development baserad på Gender Institute, The London School of Economics and Political Science. Kabeer är mellan 2018 och 2019 vald ordförande för International Association for Feminist Economics (IAFFE). Kabeers forskning fokuserar främst på fattigdom, gender, social exkludering, arbetsmarknad och försörjningsmöjligheter samt socialt skydd och medborgarskap. Mycket av Kabeers forskning är inriktad på Sydasien samt Sydostasien.

## Uppväxt
Kabeer föddes i Kolkata, Indien men hennes familj migrerade till östra Bengalen (nuvarande Bangladesh) strax efter hennes födelse. Efter sin grundskoleutbildning vid Loreto Convent i Shillong i Indien flyttade Kabeer 1969 till England för fortsatt utbildning. Kabeer genomförde sin kandidatexamen i nationalekonomi vid London School of Economics, samt sin masterutbildning i nationalekonomi vid University College London. För sina doktorandstudier återvände Kabeer till London School of Economics där hon erhöll sin doktorstitel i nationalekonomi 1985.
Hennes doktorsavhandling baserades på fältstudier, vilka genomfördes i Bangladesh.

## Karriär
1985 började Kabeer sin tjänst som Research Fellow vid Institute of Development Studies på Sussex University där hon senare blev Professorial Fellow. 2010 blev Kabeer professor på School of Oriental and African Studies, University of London. Sedan 2013 är Kabeer återigen baserad vid London School of Economics and Political Science där hon är professor inom Gender and International Development.
Mellan 2004 och 2005 var Kabeer Kerstin Hesselgren professor vid Göteborgs Universitet och under åren 2005–2006 var hon Senior Sabaticant vid IDRC regionala kontor i Sydasien. Kabeer arbetade även som Senior Research Fellow vid Department for International Development, UK mellan 2009 och 2010. Kabeer är sedan sina tidiga år vid Institute of Development Studies, Sussex University associerad till skolan som Emeritus Fellow.